# Cừu Panama
Cừu Panama là một giống cừu bản địa trong nước của Hoa Kỳ. Mặc dù tên của nó giống hệt với quốc gia Panama, giống cừu này thực tế được đặt tên cho Triển lãm Quốc tế Panama - Thái Bình Dương, nơi nó được đưa ra trước công chúng sớm nhất trong lịch sử của nó.
Cừu Panama có nguồn gốc từ năm 1912 tại Muldoon, Idaho. Ngày nay cừu Panama rất hiếm - phần lớn không được biết đến bên ngoài Idaho và Montana, và là một trong số ít giống động vật được các cá nhân ở Hoa Kỳ tạo ra. Cừu Panama được phát triển bởi James Laidlaw, một người nhập cư Scotland đến khu vực đang tìm kiếm một con cừu lớn phù hợp hơn với phạm vi hơn so với các loài cừu Merino vốn phổ biến nhất vào cuối thế kỷ 19 và đầu thế kỷ 20. Nền tảng của giống cừu này là một quá trình lai tạo chéo giữa những con cừu đực Rambouillet và cừu cái Lincoln.
Cừu Panama là những con cừu không có sừng với lông cừu trắng có chiều dài trung bình và một cơ thể lớn thích hợp cho việc sản xuất thịt. Cừu Panama đực có khối lượng trung bình 250-280 pounds và cừu Panama cái nặng trung bình 180-210 pounds khi phát triển đầy đủ. Chúng đặc biệt được biết đến với khả năng chịu đựng khó khăn trong điều kiện khắc nghiệt của dãy núi Rocky phía bắc. Một sổ đăng ký giống được thành lập vào năm 1951, nhưng nó đã không hoạt động và không rõ liệu phần lớn cừu Panamas hiện nay có được lai tạo tiếp hay không. Đàn cừu giống này duy nhất còn lại được biết là tinh khiết là một đàn cừu đang được Đại học Idaho duy trì.